# Traité de Bruxelles (1948)
Pour les articles homonymes, voir Traité de Bruxelles.
Traité de Dunkerque Accords de Paris
Le traité de Bruxelles signé le 17 mars 1948 est le traité fondateur de l’Union occidentale (UO), active jusqu'en 1954. Par les accords de Paris du 23 octobre 1954, il est révisé et renommé traité de Bruxelles modifié pour donner naissance à l'Union de l'Europe occidentale (UEO), dissoute en 2010.
Le traité de Bruxelles prévoit l'organisation d'une coopération militaire, économique, sociale et culturelle entre ses États membres, ainsi qu'une clause de défense mutuelle. Il est signé pour 50 ans entre la France, le Royaume-Uni, la Belgique, les Pays-Bas et le Luxembourg. Il donne naissance à une Union occidentale qui préfigure l'Union de l'Europe occidentale, une alliance uniquement défensive.

## Historique

### Émergence de la guerre froide
La guerre froide s'installe progressivement en Europe durant l'année 1947. Le traité de Dunkerque de mars 1947 se réfère encore explicitement à la menace allemande, mais la mainmise soviétique sur l'Europe de l'Est et les maigres résultats des négociations menées par les quatre puissances occupantes de l'Allemagne renforcent chaque mois les craintes des pays d'Europe occidentale à l'égard de l'URSS.

### Traité de Bruxelles et Union occidentale (1948-1954)
Pour un article plus général, voir Politique extérieure de la IVe République.

#### Négociations
Le 22 janvier 1948, Ernest Bevin, ministre britannique des Affaires étrangères, prononce à la Chambre des Communes un discours dans lequel il dénonce la menace soviétique et propose de développer la coopération de la Grande-Bretagne avec la France et les pays du Benelux dans le cadre d'une Union occidentale qui élargirait le traité de Dunkerque.  Les États-Unis soutiennent ce projet.
Le 17 mars 1948, les cinq pays signent à Bruxelles le traité instituant l'Union occidentale (UO). Les signataires sont Georges Bidault pour la France, Ernest Bevin pour le Royaume-Uni, Paul-Henri Spaak pour la Belgique, le baron Carel Godfried van Boetzelaer van Oosterhout pour les Pays-Bas et Joseph Bech pour le Luxembourg.
Dans le contexte de la guerre froide, la première fonction de cette alliance est de montrer aux États-Unis la volonté européenne de réagir face à la pénétration soviétique en Europe orientale. En apportant ainsi la preuve de leur détermination à œuvrer ensemble, les puissances signataires du Traité de Bruxelles contribuent à vaincre la réticence des États-Unis à participer à l'édification de la sécurité européenne.
Le jour de la signature du traité, le Président Truman déclare devant le Congrès américain : « Je suis certain que la résolution des pays libres d'Europe de se protéger eux-mêmes s'accompagnera d'une résolution égale du nôtre de les aider à le faire. » Cette déclaration est un premier pas vers un engagement fort des États-Unis dans la défense de l'Europe occidentale.
Le traité est ratifié par les parlements nationaux des cinq pays signataires entre avril et juillet 1948. Il entre en vigueur le 25 août 1948.

#### Mise en œuvre
Le traité installe un Conseil consultatif composé des ministres des Affaires étrangères. En avril 1948, le Conseil consultatif crée une Commission permanente et un Comité militaire. Un Comité d'études de l'Unité européenne est aussi mis en place, présidé par Edouard Herriot.
En septembre 1948, les parties signataires du Traité de Bruxelles mettent en place une Organisation de défense à deux échelons pour concrétiser l'engagement de défense mutuelle. L'« échelon de direction » est constitué du Comité de défense, au niveau des ministres de la Défense des cinq pays, du Comité des chefs d'État-major, et du Comité militaire permanent. L'« échelon de commandement » installé à Fontainebleau, structure de commandement permanente, placée sous l'autorité du maréchal Bernard Montgomery, secondé de trois Commandants-en-chef : Jean de Lattre de Tassigny pour les forces terrestres, l'Air Chief Marshal Sir James Robb pour les forces aériennes, et le vice-amiral Robert Jaujard pour la Marine,,.

#### Perte de substance au profit d'autres traités
Le traité est largement vidé de sa substance après la signature d'une succession de traités instituant l'Organisation européenne de coopération économique (OECE) (avril 1948), l'Organisation du traité de l'Atlantique nord (avril 1949), le Conseil de l'Europe (mai 1949) et la Communauté européenne du charbon et de l'acier (CECA) (avril 1951).
Dans le domaine économique, les États-Unis demandent aux 16 pays bénéficiaires du plan Marshall de s'organiser pour gérer la répartition de l'aide. À cet effet, l'OECE nait en avril 1948. Aussi, les Cinq du traité de Bruxelles décident-ils « d'attendre que les plans de l'OECE se soient développés avant de prendre de décision sur une politique commune à long terme » et « d'éviter tout double emploi avec les organismes déjà existants, notamment dans le cadre du Benelux, de l'OECE ou des Nations unies ».  Dans les domaines critiques pour la reconstruction européenne du charbon et de l'acier, l'intégration se fera en 1951 via la CECA, sans toutefois la participation du Royaume-Uni.
Dans le domaine de la défense, face à la menace soviétique, les pays européens se tournent rapidement vers les États-Unis afin de compléter l'efficacité de leur sécurité, une démarche qui aboutit à la signature du traité de l'Atlantique nord en avril 1949, dont les cinq pays signataires du traité de Bruxelles font partie des douze membres fondateurs. L'Organisation de défense mise en place en 1948 dans le cadre du traité de Bruxelles se fond fin 1950 dans celle de l'OTAN en cours de constitution.

### Accords de Paris et Union de l'Europe occidentale (1954-2010)
Par les Accords de Paris du 23 octobre 1954, le traité de Bruxelles connaît une seconde vie. Il est élargi à l'Allemagne de l'Ouest (RFA) et à l'Italie, remanié avec la création de l'Union de l'Europe occidentale (UEO), et complété par des dispositions très détaillées sur les questions de défense. L'adhésion de l'Allemagne de l'Ouest permet le réarmement de celle-ci, à la suite de l'échec de la Communauté européenne de défense (CED) et son entrée dans l'OTAN.
Le 2 décembre 1954, l'Union soviétique et sept États d'Europe de l'Est publient une déclaration conjointe condamnant les Accords de Paris, dont l'application « aggravera sérieusement la situation internationale en Europe, […] suscitera de nouveaux obstacles au règlement de la question allemande et à la réunification de l'Allemagne en un État pacifique et démocratique, mais aussi dressera une partie de l'Allemagne contre l'autre et fera de l'Allemagne occidentale un dangereux foyer d'où pourrait sortir une nouvelle guerre européenne ».
Le traité de Bruxelles modifié est ratifié entre le 20 avril et le 5 mai 1955. Il entre en vigueur le 6 mai 1955.
Le rôle essentiel de l'UEO est d'assurer dans la durée l'ancrage de l'Allemagne de l'Ouest dans le bloc occidental et de contrôler son réarmement. Ce traité inclut, pour la première fois de façon concrète dans l'histoire du droit international, un dispositif de limitation et de contrôle international des armements, librement consenti par un groupe d’États souverains.
L'UEO est associée au règlement définitif du contentieux franco-allemand relatif à la Sarre entre 1955 et 1957. Jusqu'en 1970, lorsque l'entrée du Royaume-Uni dans la CEE semble acquise, l'UEO est un lieu tout désigné d'échange sur les sujets économiques. L'UEO est peu à peu marginalisée par la CCE et l'OTAN beaucoup plus importantes aux yeux de leurs membres. Elle connaît toutefois à partir de 1984 un regain d'intérêt en devenant le support aux initiatives européennes en matière de défense jusqu'à ce que le traité de Nice en 2001 ne décide le transfert vers l'UE de la plupart des rôles et moyens de l'UEO en matière de défense.
Le traité est finalement dénoncé par ses États membres dont la France le 21 mai 2010 (décret no 2011-942 du 10 août 2011 portant publication de la lettre française portant dénonciation du traité de collaboration en matière économique, sociale et culturelle et de légitime défense collective, dit « traité de Bruxelles », publié au Journal officiel le 12 août 2011).

## Dispositions du traité de Bruxelles de 1948
Le traité comporte un préambule et dix articles.
Le préambule expose les valeurs communes auxquelles les Paries sont attachées, notamment leur « foi dans les droits fondamentaux de l'homme » et « les principes démocratiques, les libertés civiques et individuelles », ainsi que les objectifs généraux poursuivis : « coopérer loyalement […] pour constituer en Europe occidentale une base solide pour la reconstruction de l'économie européenne », « se prêter mutuellement assistance conformément à la Charte des Nations unies, pour assurer la paix et la sécurité internationales et faire obstacle à toute politique d'agression » et « prendre les mesures jugées nécessaires en cas de reprise d'une politique d'agression de la part de l'Allemagne ».
Comme dans le traité de Dunkerque signé un an plus tôt, l'Allemagne est encore citée explicitement comme susceptible d'entreprendre une politique d'agression. En revanche, le préambule élargit l'engagement d'assistance mutuelle « à toute politique d'agression », visant ainsi clairement l'URSS.
Les articles 1, 2 et 3 définissent l'étendue de la coopération entre les Parties dans les domaines économique, social et culturel.
L'article 4 est relatif à l'engagement de défense collective entre les Parties : « Au cas où l'une des Hautes Parties contractantes serait l'objet d'une agression armée en Europe, les autres lui porteront, conformément aux dispositions de l'article 51 de la Charte des Nations Unies, aide et assistance par tous les moyens en leur pouvoir, militaires et autres ». L'article 5 prévoit que le Conseil de sécurité sera informé des mesures prises par les Parties au traité et que celles-ci respecteront leurs obligations résultant de la Charte des Nations unies.
L'article 7 instaure un « Conseil consultatif » qui « sera immédiatement convoqué en vue de permettre aux Hautes Parties contractantes de se concerter sur toute situation pouvant constituer une menace contre la paix, en quelque endroit qu'elle se produise, sur l'attitude et les mesures à adopter en cas de reprise d'une politique d'agression de la part de l'Allemagne ou sur toute situation mettant en danger la stabilité économique ».
L'article 10 dispose que le traité « entrera en vigueur à la date du dépôt du dernier instrument de ratification et restera en vigueur pendant cinquante ans ».

## Dispositions du traité de Bruxelles modifié de 1954
Quatre protocoles sont adoptés dans le cadre des accords de Paris du 23 octobre 1954 qui amendent le traité initial de 1948 :
- Protocole I modifiant et complétant le traité de Bruxelles proprement dit et actant l'adhésion de la République fédérale d'Allemagne et de la République italienne,
- Protocole II sur les forces de l'Union de l'Europe occidentale,
- Protocole III relatif au contrôle des armements,
- Protocole IV relatif à l'Agence de l'Union de l'Europe occidentale pour le contrôle des armements.

### Protocole I modificatif du traité
Les principaux amendements apportés au traité de 1948 par le premier protocole, fondateur de l'Union de l'Europe occidentale (UEO), sont les suivants :
- La République fédérale d'Allemagne et la République italienne adhèrent au traité,
- Dans le préambule et à l'article 7, les éléments de langage relatifs à la « politique d'agression de l'Allemagne » sont supprimés,
- Un « Conseil de l'Union de l'Europe occidentale » est créé, en vue de « poursuivre une politique de paix, de renforcer la sécurité, de promouvoir l'unité, d'encourager l'intégration progressive de l'Europe »,
- L'UEO s'engage à coopérer étroitement avec l'OTAN, et « en vue d'éviter tout double emploi avec les États-majors de l'OTAN, le Conseil [de l'UEO] et l'Agence [pour le contrôle des armements] s'adresseront aux autorités militaires appropriées de l'OTAN pour toutes informations et tout avis sur les questions militaires »[16].

### Protocole II sur les forces de l'Union de l'Europe occidentale
Ce protocole fixe les contributions militaires maximales que les Parties au traité placeront « sous le Commandement du Commandant Suprême des Forces Alliées en Europe [de l'OTAN], en temps de paix, sur le continent européen », et définit les règles de leurs modifications.
Pour la Belgique, la France, la République Fédérale d'Allemagne, l'Italie et les Pays-Bas, ces maxima sont ceux fixés dans l'accord spécial annexé au Traité instituant une Communauté Européenne de Défense signé à Paris le 27 mai 1952 (traité qui n'est pourtant pas entré en vigueur),.
Le Royaume-Uni s'engage « à maintenir sur le continent européen, y compris l'Allemagne, la puissance effective des forces britanniques actuellement affectées au Commandant Suprême des Forces Alliées en Europe, c'est-à-dire quatre divisions et la deuxième Force aérienne tactique ». Ces forces sont connues sous le nom de British Army of the Rhine (BAOR).

### Protocole III relatif au contrôle des armements
Par ce protocole, les Parties s'engagent à respecter un ensemble de dispositions relatives à l'interdiction, la limitation et le contrôle de certains types d'armements. Contrairement au reste du traité modifié, par ce protocole III une situation différente est faite à l'Allemagne et aux autres pays),.
L'Allemagne s'engage (article 1) à ne pas « fabriquer sur son territoire d'armes atomiques, biologiques et chimiques », selon les définitions figurant en Annexe du protocole. Il n'est pas prévu de revenir sur cette interdiction de principe dans l'avenir. Aussi, la faire évoluer demanderait une modification du Traité, à l'unanimité),. Pour les autres États signataires, les dispositions (article 3) concernent non le développement de ces types d'armes, mais une obligation de déclaration du niveau de leur production dont le plafond est fixé par le Conseil de l'UEO à la majorité des voix,.
L'Allemagne s'engage aussi (article 2) à ne pas fabriquer sur son territoire d'autres types d'armements (c.-à-d. missiles à longue portée, grands navires de guerre, bombardiers stratégiques). Mais, si dans le futur l'OTAN estime souhaitable de revenir sur cette interdiction, le Conseil de l'UEO pourra le décider à la majorité des deux tiers. En pratique, cette interdiction est progressivement levée entre 1958 et 1984),.
Tous les pays signataires s'engagent (article 4) à soumettre à contrôle selon les dispositions du Protocole IV une longue liste de types d'armements (armes atomiques, biologiques et chimiques, engins guidés, canons, mines, chars de combat, navires de guerre, aéronefs militaires, munitions, etc.),.

### Protocole IV relatif à l'Agence de l'Union de l'Europe occidentale pour le contrôle des armements
Le Protocole IV institue l'Agence pour le contrôle des armements. Celle-ci a pour tâches de s'assurer que les engagements figurant dans les Protocoles II et III sont respectés. Pour ce faire, elle peut procéder à des inspections à intervalles irréguliers et se faire communiquer tous types de documents en rapport avec ses missions. Elle opère en collaboration avec l'OTAN pour les forces placées sous le commandement de celle-ci.